# Russ
Russ (románul: Ruși) falu Romániában, Erdélyben, Hunyad megyében.

## Fekvése
A Sztrigy bal partján, Pusztakalántól három kilométerre délre fekszik.

## Nevének eredete
1453-ban Orozfalw, 1470-ben Rws, 1499-ben Orozfalwa, 1733-ban Russi, 1805-ben Rüsz alakban írták. A román ruși 'oroszok'-at, vagyis keleti szláv beszélőket jelentett.

## Története
1453-ban a dévai váruradalom része volt, 1470-ben pedig a vajdahunyadi várhoz tartozó kenézjogú település. Kenézségét Mátyás ekkor Mares fia Uprisnak adományozta. 1520-ban Macskásy Gáspáré volt. 1555-ben enyingi Török Ferenc Fanchi Jánosnak, feleségének, Pempflinger Annának, Fanchi Katának és férjének, Zalasdi Jánosnak adományozta. 1589-ben Zalasdi Jánostól Geszti Ferenc vásárolta meg. 1598-ban Báthory Zsigmondtól Zalasdi János fia, Miklós kapta meg. 1559-ben és 1598-ban nemesi udvarház állt benne. Hunyad tartozékaként 1620-ban Bethlen Istváné lett. 1633-ban egyik birtokrészét alpestesi Balog Ferenc és neje, Temesi Sára, másik birtokrészét Széchy Mária vásárolták meg. 1645-ben került Buda Péter Hátszeg vidéki alispán kezére, később a Buda család volt a legnagyobb birtokosa. Református egyházának 1766-ban, Zeykfalvával együtt 17 híve volt. 1896-ban, Zeykfalvával közösen állami (magyar tannyelvű) népiskolát állítottak fel benne.
1880-ban 269 lakosából 231 volt román és 24 magyar anyanyelvű; 241 ortodox, 12 római katolikus, 8 református és 6 zsidó vallású.
2002-ben 263 lakosából 256 volt román anyanyelvű; 249 ortodox és 7 római katolikus vallású.

## Híres emberek
- Itt született 1840-ben Buda Ádám ornitológus.
- Itt született 1932-ben Mircea Păcurariu ortodox egyháztörténész.